# Cho Yeo-jeong
Cho Yeo-jeong (nascida em 10 de fevereiro de 1981) é uma atriz sul-coreana. Ela é mais conhecida internacionalmente por seu papel no filme Parasita (2019), que ganhou quatro Oscars e se tornou o primeiro filme em língua não inglesa a ganhar o prêmio de Melhor Filme.
Cho também é conhecida por seus papéis nos filmes The Servant (2010), The Concubine (2012) e Obsessed (2014), bem como na série de televisão I Need Romance (2011), Lovers of Haeundae (2012), Divorce Lawyer in Love (2015), Woman of 9,9 Billions (2019–2020) e Cheat on Me If You Can (2020–2021).

## Vida e Carreira
Cho Yeo-jeong nasceu em Seul, Coreia do Sul. Ela estreou como capa da revista CeCi aos 16 anos em 1997 e começou a atuar ativamente em 1999. Apesar de aparecer em séries dramáticas, videoclipes e comerciais de TV depois, ela permaneceu obscura. Durante este período, ela também estava insatisfeita com os papéis limitados que lhe eram oferecidos.
Então Cho ganhou destaque em 2010 ao estrelar como a ambiciosa mulher Joseon de classe baixa no drama erótico de época The Servant. O filme, que era uma versão recém-adaptada e trágica do famoso conto popular coreano A História de Chunhyang, foi rejeitado por várias atrizes porque continha muitas cenas de sexo. Cho, no entanto, aproveitou a oportunidade e acabou sendo um grande trampolim em sua carreira. Após o lançamento do filme, Cho escapou com sucesso de ser "outro rostinho bonito" na cena do entretenimento coreano.
Em 2011, Cho estrelou a série de sucesso I Need Romance, uma comédia sexualmente franca e engraçada sobre um grupo de namoradas solteiras de trinta e poucos anos navegando na cena de namoro em Seul, que ostentava valores de produção elegantes e elegantes.
Poucos esperavam que ela estrelasse outro drama de época que exigia nudez total, pois isso pode tê-la estigmatizado na indústria cinematográfica coreana. Apesar das preocupações coletivas expressas pela mídia local de que ela estava "ficando nua com muita frequência", em 2012 a atriz escolheu outro thriller de época com cenas de sexo explícito. Ela admirava o trabalho do diretor Kim Dae-seung e queria trabalhar com ele, então depois de ler seu último roteiro, ela tentou ser escalada como a complexa personagem titular de A Concubina. Apesar do hype, o filme foi elogiado pela crítica. Em entrevista para o filme, Cho disse que, acima de tudo, ela quer ser vista como uma atriz aventureira e intrigante.
Na série de comédia romântica de 2012 Lovers of Haeundae , Cho interpretou a brilhante e alegre filha de um gangster de Busan, que se apaixona pelo promotor amnésico disfarçado que vive com eles. Um ano depois, o livro de Cho, Healing Beauty, foi publicado, contendo dicas e conselhos sobre saúde e beleza, com base no know-how que ela acumulou como atriz ao longo de seus 16 anos de carreira.
Em 2013, Cho se envolveu em uma disputa contratual divulgada quando assinou um novo contrato com a Bom Entertainment enquanto seu contrato com Didim531 ainda estava em vigor. A Korea Entertainment Management Association sugeriu que Cho evitasse trabalhar com ambas as agências, e ela ingressou na Neos Entertainment em 2014.
Cho estrelou dois filmes em 2014. Ela se reuniu com o diretor Kim Dae-woo (The Servant) em outro filme de época erótico, desta vez ambientado durante a Guerra do Vietnã, intitulado Obsessed. Ela também interpretou uma esposa sequestrada em The Target, um remake do thriller de ação francês Point Blank.
Em 2015, Cho estrelou a comédia sexual Casa Amor: Exclusive for Ladies, que ela disse que a fez perceber "como é gratificante ver as pessoas rindo de mim". Ela disse ainda: "Casa Amor: Exclusive for Ladies é o primeiro filme que fiz em muito tempo cuja história se concentra nas mulheres. Espero que, com base no sucesso deste filme, mais filmes com vozes e experiências femininas sejam feitos."

## Filmografia
Filmes
| Ano  | Título                          | Papel                     |
| ---- | ------------------------------- | ------------------------- |
| 2002 | A Perfect Match                 | Min-ah                    |
| 2006 | Vampire Cop Ricky               | Yeon-hee                  |
| 2010 | The Servant                     | Chun-hyang                |
| 2012 | The Concubine                   | Shin Hwa-yeon             |
| 2014 | The Target                      | Jung Hee-joo              |
| 2014 | Obsessed                        | Lee Sook-jin              |
| 2015 | Casa Amor: Exclusive for Ladies | Baek Bo-hee               |
| 2019 | Gisaengchung                    | Choi Yeon-gyo / Mrs. Park |
| TBA  | Hidden Face                     | Su-yeon                   |

### Programas de televisão
| Year      | Title                                   | Role                     | Notes             | Ref. |
| --------- | --------------------------------------- | ------------------------ | ----------------- | ---- |
| 1999      | How Am I?                               |                          |                   |      |
| 1999      | Last War                                |                          |                   |      |
| 1999      | You Don't Know My Mind                  | Yang Mi-ri               |                   |      |
| 2000      | Roll of Thunder                         |                          |                   |      |
| 2002      | The Rustic Period                       | Ae-ran                   |                   |      |
| 2002      | Jang Hee-bin                            | Kim Yeong-bin            |                   |      |
| 2003      | South of the Sun                        | Noh Hye-in               |                   |      |
| 2003      | A Problem at My Younger Brother's House | Oh Dan-bi                |                   |      |
| 2004      | Terms of Endearment                     | Na Ae-ri                 |                   |      |
| 2004      | I'm From Chosun                         | Lee Han-sol              |                   |      |
| 2006      | So In Love                              | Lee Sun-joo              |                   |      |
| 2008      | War of Money: The Original              | Choi Ji-in               |                   |      |
| 2009      | The Road Home                           | Jang Mi-ryung            |                   |      |
| 2009      | Hometown Legends "Myo-jeong's Pearl"    | So-won                   |                   |      |
| 2011      | I Need Romance                          | Sunwoo In-young          |                   |      |
| 2012      | Lovers of Haeundae                      | Go So-ra                 |                   |      |
| 2015      | Divorce Lawyer in Love                  | Go Cheok-hee             |                   |      |
| 2016      | Baby Sitter                             | Lee Sang-won's wife      |                   |      |
| 2016      | Love in the Moonlight                   |                          | Cameo (episode 1) |      |
| 2017      | Ms. Perfect                             | Lee Eun-hee              |                   |      |
| 2019      | Beautiful World                         | Seo Eun-joo              |                   |      |
| 2019      | Woman of 9.9 Billion                    | Jeong Seo-yeon           |                   |      |
| 2020–2021 | Cheat on Me If You Can                  | Kang Yeo-ju novel writer |                   |      |
| 2021      | High Class                              | Song Yeo-uol             |                   |      |
| 2022      | Behind Every Star                       | Herself                  | Cameo             |      |

### Shows de Variedade
| Year | Title                                      | Notes                   | Ref. |
| ---- | ------------------------------------------ | ----------------------- | ---- |
| 1997 | Ppo Ppo Ppo (Kiss Kiss Kiss)               | Host                    |      |
| 2001 | 21st Century Committee                     | Cast member             |      |
| 2001 | Fairyland Ggumdongsan                      | Host                    |      |
| 2003 | Soulmates                                  | Cast member             |      |
| 2008 | We Got Married - Season 1                  | paired with Lee Hwi-jae |      |
| 2010 | Girls on Top - Season 2                    | Host                    |      |
| 2010 | Fox's Butler                               | Cast member             |      |
| 2011 | O'live Beauty On-Air                       | Host                    |      |
| 2012 | Saturday Night Live Korea                  | Host                    |      |
| 2013 | Law of the Jungle in Caribbean/Maya Jungle | Cast member             |      |
| 2019 | Surfing House                              | Cast member             |      |
| 2021 | Saturday Night Live Korea                  | Host (Episode 5)        |      |

### Clipes musicais
| Year | Song                  | Artist(s)                        | Role         |
| ---- | --------------------- | -------------------------------- | ------------ |
| 2011 | "Even Now" ( 난 좋아) | Sung Si-kyung                    | Lead Actress |
| 2019 | "Fever"               | J. Y. Park feat. Superbee & BIBI | Main Actress |

## Embaixadora
| Year | Title                            | Ref. |
| ---- | -------------------------------- | ---- |
| 2021 | Korean seafood export ambassador |      |

## Musical
| Year | Title  | Role  |
| ---- | ------ | ----- |
| 2005 | Grease | Sandy |

## Discografia
| Year | Song title      | Artist | Notes                                     |
| ---- | --------------- | --- | ----------------------------------------- |
| 2011 | "Aegyo (Charm)" | Jo Yeo-jeong and Kim Jeong-hoon                                                                                 | Track from I Need Romance OST             |
| 2011 | "Winter Story"  | Jo Yeo-jeong, Park Si-hoo, Park Si-yeon, Nam Gyu-ri, Jo Dal-hwan, Ryohei Otani, Choi Sung-joon and Jung Woo-jin | Eyagi Entertainment Christmas 2011 single |

## Livro
| Year | Title          | Publisher  | ISBN               |
| ---- | -------------- | ---------- | ------------------ |
| 2013 | Healing Beauty | Paper Book | ISBN 9788997148295 |

## Prêmios e indicações
| Ano  | Prêmio                                                    | Categoria                                   | Obra indicada                              | Resultado |
| ---- | --------------------------------------------------------- | ------------------------------------------- | ------------------------------------------ | --------- |
| 2009 | KBS Drama Awards                                          | Melhor atriz em um drama de um ato/Especial | Myo-jeong's Pearl                          | Indicado  |
| 2010 | 14º Festival Internacional de Cinema Fantástico de Puchon | Fantasia Award                              | —                                          | Venceu    |
| 2010 | 47th Grand Bell Awards                                    | Best Actress                                | The Servant                                | Indicado  |
| 2010 | 31st Blue Dragon Film Awards                              | Best New Actress                            | The Servant                                | Indicado  |
| 2010 | 31st Blue Dragon Film Awards                              | Popular Star Award                          | The Servant                                | Venceu    |
| 2010 | 26th Korea Best Dresser Swan Awards                       | Best Dressed, Movie Actress category        | —                                          | Venceu    |
| 2011 | 47th Baeksang Arts Awards                                 | Best Actress                                | The Servant                                | Indicado  |
| 2011 | 4th Korea Drama Awards                                    | Special Award for Cable TV                  | I Need Romance                             | Indicado  |
| 2011 | 4th Style Icon Awards                                     | SIA's Discovery                             | —                                          | Venceu    |
| 2012 | 21st Buil Film Awards                                     | Best Actress                                | The Concubine                              | Indicado  |
| 2012 | KBS Drama Awards                                          | Excellence Award, Actress in a Miniseries   | Haeundae Lovers                            | Indicado  |
| 2013 | SBS Entertainment Awards                                  | Popularity Award                            | Law of the Jungle in Caribbean/Maya Jungle | Venceu    |
| 2014 | 23rd Buil Film Awards                                     | Best Supporting Actress                     | Obsessed                                   | Indicado  |
| 2014 | 34th Korean Association of Film Critics Awards            | Best Supporting Actress                     | Obsessed                                   | Venceu    |
| 2014 | 51st Grand Bell Awards                                    | Best Supporting Actress                     | Obsessed                                   | Indicado  |
| 2014 | 35th Blue Dragon Film Awards                              | Best Supporting Actress                     | Obsessed                                   | Indicado  |
| 2015 | 6th KOFRA Film Awards                                     | Best Supporting Actress                     | Obsessed                                   | Venceu    |
| 2015 | 51st Baeksang Arts Awards                                 | Best Supporting Actress                     | Obsessed                                   | Indicado  |
| 2019 | Chicago Film Critics Association Awards                   | Melhor Atriz Coadjuvante                    | Parasite                                   | Indicado  |
| 2020 | SAG Awards                                                | Melhor Elenco em Cinema                     | Parasite                                   | Venceu    |
| 2020 | Critics' Choice Movie Awards                              | Melhor Elenco                               | Parasite                                   | Indicado  |